# Burg Rieden (Oberpfalz)
Die Burg Rieden ist eine abgegangene Spornburg auf einem Bergvorsprung (Schloßberg) auf 400 m ü. NHN westlich über Rieden im Landkreis Amberg-Sulzbach in Bayern. Die erhaltenen Bestandteile sind unter der Aktennummer D-3-71-146-1 als Baudenkmal verzeichnet. Die Bodenbefunde gehören zum Bodendenkmal mit der Aktennummer D-3-6637-0031 und der Beschreibung „vorgeschichtliche Abschnittsbefestigung, mittelalterlicher Burgstall, mesolithische Freilandstation, Siedlungen der Jungsteinzeit und der Urnenfelderzeit“.

## Geschichte

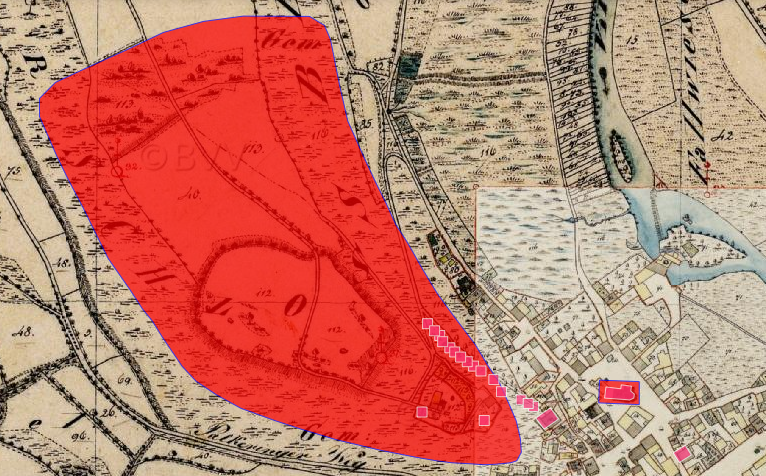
Lageplan der Burg Rieden auf dem Urkataster von Bayern

Die Burg wurde im 12. Jahrhundert von den Herren von Rieden erbaut und 1123 bis 1136 wird ein Chunrad de Rudin erwähnt. Um 1570 galt die Burg bereits als verfallen und wurde vermutlich im Zuge des Dreißigjährigen Krieges endgültig zerstört.

## Beschreibung
Von der ehemaligen Burganlage sind noch wenige Mauerreste in Bauernhäuser verbaut erhalten. Daneben befinden sich ein Halsgraben und Wälle einer älteren vermutlich aus dem 10. oder 11. Jahrhundert stammenden Befestigung.